# Tjälknöl

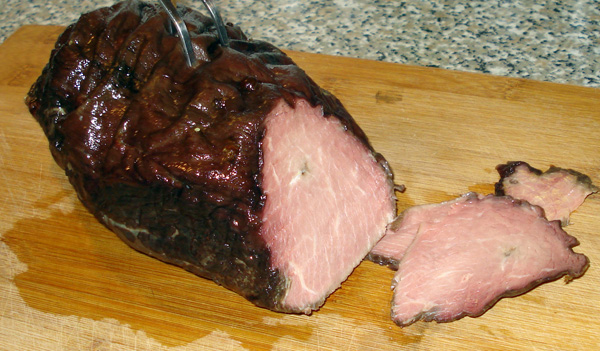
Tjälknul eller tjälknöl.

Tjälknöl, tjälknul (i Jämtland tjælaknul) är en ursprungligen norrländsk maträtt bestående av djupfryst kött, vanligen älgkött, som ugnssteks på låg värme. Ordet kommer av att köttet börjar tillagas tjälfruset (genomfruset). Knul är ett äldre svenskt ord som kan översättas med knöl.

## Tillagning
Tjälknölen ugnssteks på endast cirka 75 graders värme under lång tid – 15–17 timmar; innertemperaturen skall slutligen nå cirka 68 grader. Köttet får sedan ligga i en saltlag i kylen 5 timmar med andra kryddor som till exempel vitlök, tranbär, lagerblad och lingon och suga åt sig av lagen i ett trångt kärl täckt med plastfolie. Tjälknölen serveras kall i tunna skivor, exempelvis till potatisgratäng eller på julbordet. Den har en viss likhet med rostbiff, men är tillagad vid lägre temperatur och under längre tid vilket gör köttet mycket mört.

## Historia
Maträtten skapades av Ragnhild Nilsson (1926–2006) i Torpshammar (Hundberget) i slutet av 1970-talet eller i början av 1980-talet. Ragnhild, som var gift med en älgjägare, tänkte göra älgstek och bad sin man att ta fram den ur frysen och tina den på svag värme i ugnen. Han glömde sedan bort steken, och först nästa dag kom Ragnhild hem, förstod direkt vad som hänt och hur länge steken legat i ugnen. Hon försökte då rädda steken, som var helt smaklös, genom att lägga den i en saltlag några timmar. Därefter åt paret av steken, och fann den mör och god.
Tjälknölen har utsetts till Medelpads landskapsrätt två gånger. Första gången var när Sundsvalls Tidning utlyste en tävling om en landskapsrätt för Medelpad. Tjälknölen vann, och fanns med i det recepthäfte som tidningen gav ut, med ett urval av de inkomna recepten. Det var via den tävlingen som receptet började spridas och bli känt. 
Andra gången var när Icakuriren 1982 hade en tävling om landskapsrätter för Sveriges alla landskap. Tjälknölen blev även då landskapsrätt för Medelpad.